# Линнунлахти
Ли́ннунлахти (фин. Linnunlahti) — район города Йоэнсуу, расположенный недалеко от центра города. Линнунлахти находится на берегу озера Пюхяселькя (фин. Pyhäselkä). Число жителей чуть более 1000 человек, проживающих в основном в таунхаусах и коттеджах. В районе много мест для занятий зимними и летними видами спорта. На берегу Пюхяселькя находятся два озёрных порта, пляжи, маршруты для прогулок и общественные здания. Границы района Линнунлахти проходят по улицам Лянсикату, Куопионтие и по берегу озера Пюхяселькя, на северо-востоке Линнунлахти граничит с Нольяккой.

## Фестивальный парк и певческий склон
Певческий склон Лаулуринне (фин. Laulurinne) находится на берегу озера Пюхяселькя. Эта территория раньше представляла собой прибрежную низину, которая в ходе специальных ландшафтных работ в первой половине 1980-х годов была преобразована в склон. Большая сцена в 25 рядов на 6000 мест была построена в 1985 году. Её площадь 3000 м², ширина 100 м, а высота 18 м, что позволяет проводить на ней масштабные выступления. Площадка для зрителей занимает 3,5 га. На Лаулуринне в весенне-летний период проводятся разные певческие конкурсы и фестивали, среди которых выделяются два наиболее важных:
- Праздник детских хоров Сувенаваус (фин. Suvenavaus, «открытие лета»). В последнюю пятницу перед окончанием учебного года все школьники первых–шестых классов из разных школ Йоэнсуу и приглашённые из других городов певческие коллективы собираются для хорового исполнения летних песен. В праздновании принимает участие около 6000 человек.
- Илосаарирок (фин. Ilosaarirock) — один из самых старых рок-фестивалей Финляндии, где выступают разные популярные финские и иностранные музыканты, а также местные группы из Северной Карелии. Илосаарирок посещает ежегодно около 20000 человек из разных уголков Финляндии и из-за границы. Этот фестиваль проводится в конце второй недели июля. Изначально «Илосаарирок» проходил на острове Илосаари, находящемся в центре Йоэнсуу в устье Пиелисйоки, однако по мере роста популярности этого рок-фестиваля остров перестал вмещать всех желающих, поэтому основной площадкой стал певческий склон, способный вместить большое число зрителей.

В районе певческого склона каждый год располагаются передвижной цирк-шапито и парк развлечений.

## Мехтимяки
На территории Линнунлахти располагается зона отдыха и место расположения спортивных объектов под названием Мехтимяки (фин. Mehtimäki).
- СКК «Арена Йоэнсуу» (фин. Joensuun areena). «Арена Йоэнсуу» (2004) является самым большим зданием с деревянными перекрытиями в Финляндии. Здесь располагаются тренировочные площадки для разных индивидуальных и командных видов спорта: там тренируются местные команды по флорболу и баскетболу: «Йосба» (фин. Josba) и «Катайя» (фин. Kataja). Кроме площадок для этих игр, в «Арене» есть поле для лёгкой атлетики, искусственный газон для футбола и песапалло (финского варианта бейсбола), площадка для волейбола, боксерский ринг, татами, батуты и скалодром для спортивного скалолазания. В «Арене» также организуются ярмарки, фестивали, концерты и другие большие городские мероприятия. Там, например, в 2006 году был организован евангелический праздник, а в 2008 – партийный съезд партии Центра. Площадь «Арены» 14600 м², площадь поля 10600 м², высота 24 м, мест для зрителей 7000, передвижная сцена 300 м².
- Водно-оздоровительный центр «Весикко» (фин. Vesikko). Это общественный спортивный центр с бассейном и арена для состязаний по водным видом спорта. В «Весикко» есть бассейн для малышей, бассейн с искусственными волнами, бассейн прыжков в воду, плавательный бассейн, водная горка, массажные струи, сауны и паровые бани, тренажёрный зал, зал для аэробики и кафетерий.
- Ледовая арена.
- Центральный стадион, построенный в 1934 году (в 2013 году была построена новая трибуна).
- Спорткомплекс «Кунтокейдас» (фин. Kuntokeidas), где можно заниматься боулингом, теннисом, сквошем, бильярдом, спортивным скалолазанием, бадминтоном, настольным теннисом, ракетболом и гольфом (на миниполе и симуляторе).
- Ипподром, построенный в 1974 году. Перед ипподромом в новом здании (2010) работает ветлечебница. На ипподроме, помимо бегов, устраиваются и другие масштабные соревнования, например выставки собак.
- Кёрлинг-холл.
- Теннисный корт.
- Стадион для песапалло (финского бейсбола). До 1980 года на месте стадиона находился каток. В 2018-м стадион был реконструирован, а игровое поле обновлено.
- Футбольное поле «Лоухеланкенття» (фин. Louhelankenttä), которое зимой становится самым популярным ледовым полем.
- Скейтборд-парк, разбитый в Линнунлахти в 2011 году.
- Веревочный парк Treetop.
- Городской тренажерный зал под открытым небом.

Городские власти Йоэнсуу планируют построить в Линнунлахти новое футбольное поле и волейбольное поле.

## Мартинпуйсто
Мартиипуйсто (фин. Martinpuisto) — это большой лесопарковый массив в Линнунлахти, в котором проложено множество маршрутов для оздоровительных пеших прогулок (терренкура), лыжных прогулок и бега. В Мартипуйсто часто тренируются спортсмены.

## Ботанический сад
Ботанический сад «Ботания» (фин. Botania) — расположенный в Линнунлахти городской ботанический сад. Ботсад популярен благодаря тропическим бабочкам и большой коллекции экваториальных и тропических растений. В последние годы ботанический сад стал привлекательным туристическим объектом.

## Усадьбы
В Линнунлахти находятся две живописные усадьбы, принадлежащие городу Йоэнсуу. Обе находятся на берегу озера Пюхяселькя и входят в список охраняемых историко-архитектурных объектов общенационального значения (1 категория) .
- Вилла Вайнониеми  (фин. Vainoniemen huvila) считается одной из самых красивых усадеб в стиле деревянного модерна в Финляндии[4]. В ходе недавнего ремонта в усадьбе были восстановлены оригинальные интерьеры в духе национального романтизма. Власти города сдают виллу в аренду для праздников и мероприятий. На вилле могут разместиться около 100 человек.
- Вилла Линнунниеми (фин. Linnunniemen huvila) — трёхэтажная богато украшенная деревянная вилла Линнунниеми, построенная в 1887 году Алексом Аксельссоном, который оставался её хозяином до 1901 года. В 1973 году здание, представляющее значительную историческую ценность, перешло во владение города, а в 2006 году было выкуплено Региональным объединением профессионального образования Северной Карелии.

## Гавань Йокиасема
Гавань Йокиасема (фин. Jokiasema) была открыта в 1991 году на берегу реки Пиелисйоки. Там располагается популярное кафе-терраса Йокиасема, открытое только летом – с пасхи до конца сентября ежедневно. Перед террасой можно оставить лодку на остевой пристани. В гавани Йокиасема можно также арендовать сауну. На территории имеется детская игровая площадка и живой уголок, где летом живут утки, кролики, козы. В Йокиасема также находится стоянка кемперов «Йоэнсуу Караван» (фин. Joensuu Caravan), где летом можно жить в своем автодоме.

## Гостиница и кемпинг «Холидей Линнунлахти»
На территории Линнунлахти работает гостиница «Холидей Линнунлахти» (фин. Holiday Linnunlahti). На территории «Холидей Линнунлахти» можно жить в кемпере, в палатке или арендовать домик, в том числе и домик класса люкс на 6 человек.

## Пляжи
В Линнунлахти находятся два пляжа. Пляж Линнунлахти (фин. Linnunlahden ranta) является одним из самых популярных городских пляжей Йоэнсуу, где можно не только купаться и загорать, но и играть в пляжный волейбол. Вода на пляже Линнунлахти не всегда чистая, потому что пляж находится в закрытом заливе, где водообмен осуществляется медленно. Второй пляж под названием Хонканиеми (фин. Honkaniemen ranta) меньше пляжа Линнунлахти, качество песка там несколько ниже, чем на пляже Линнунлахти, однако уклон дна и чистота воды привлекают многих жителей города.

## Университет Восточной Финляндии (кампус Йоэнсуу)
В районе Линнунлахти находится крупное подразделение Университета Восточной Финляндии (корпусы Agora, Aurora, Educa, Carelia, Metla, Metria и др.).

## Галерея

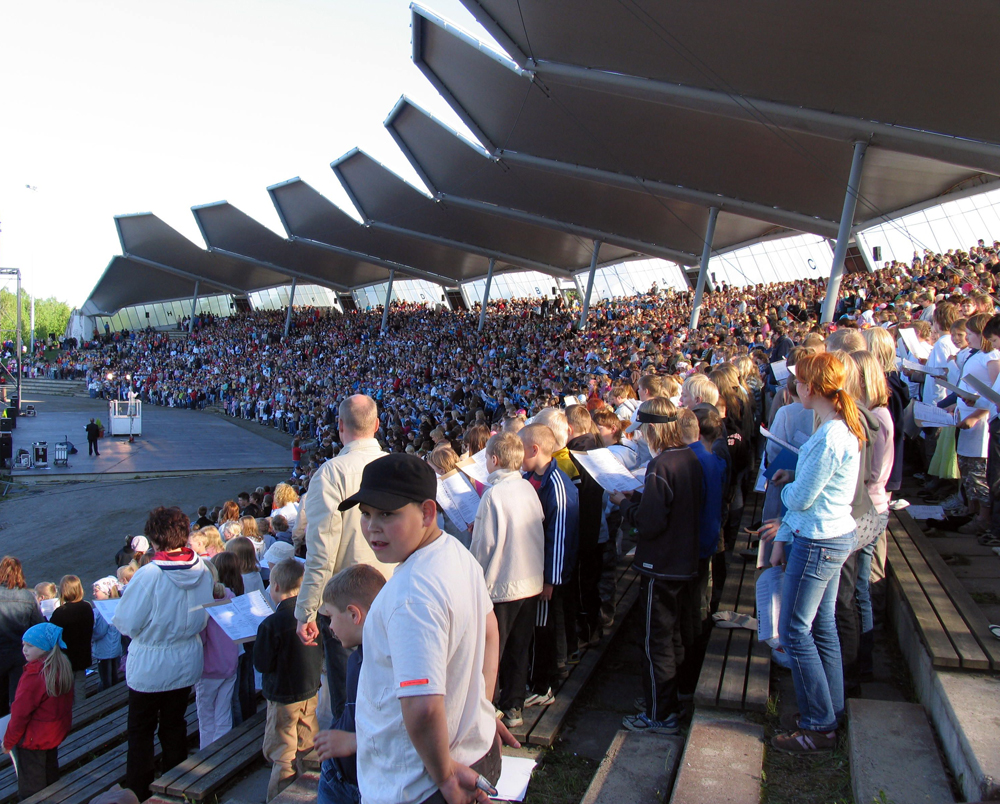
Праздник открытия лета на певческом склоне
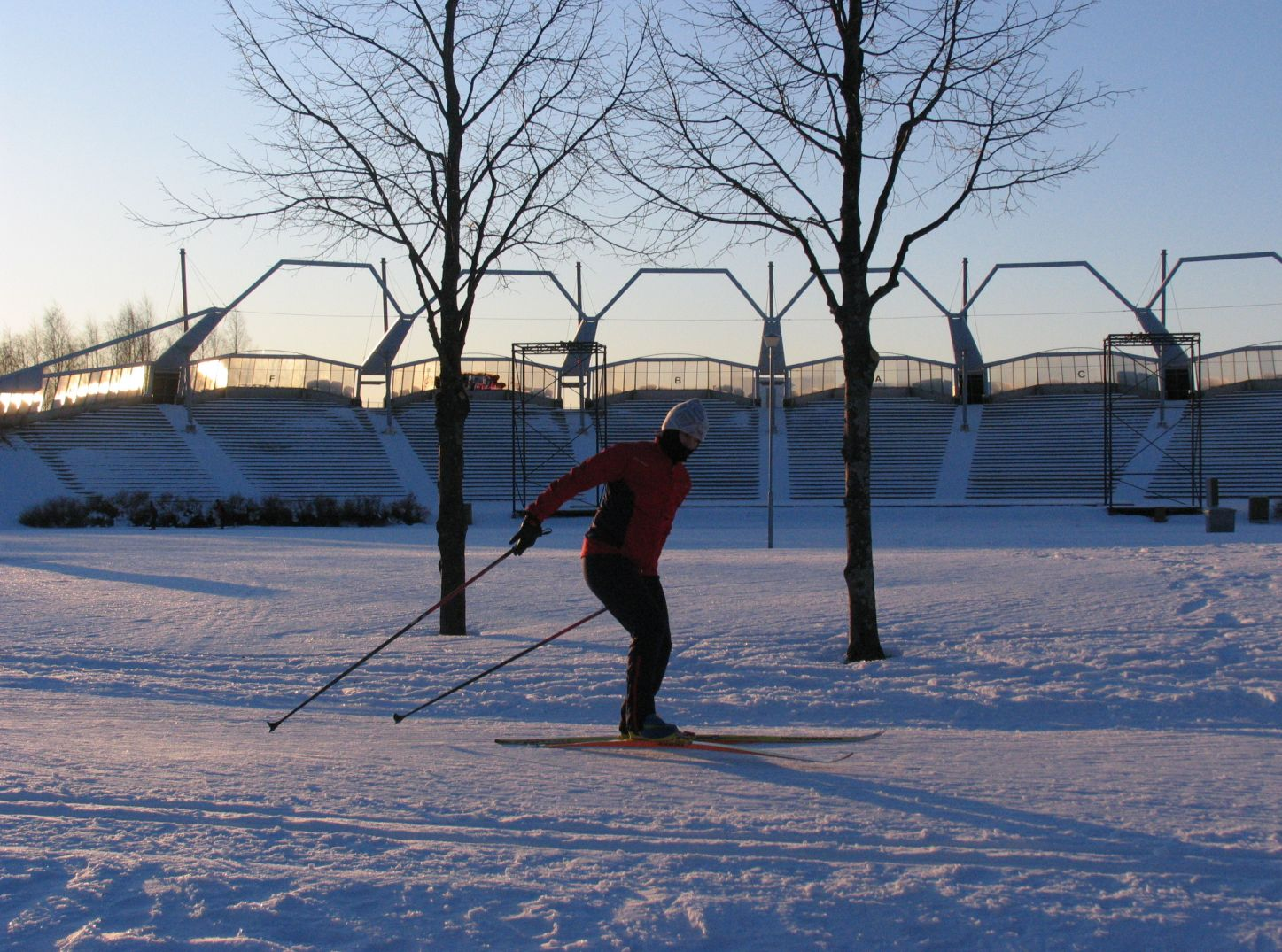
Лыжная трасса возле певческого склона
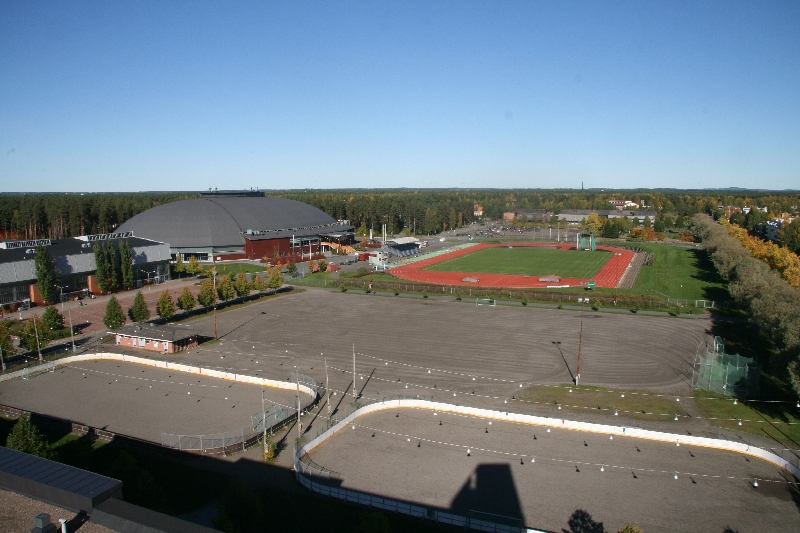
Вид на Мехтимяки